# Kassav au Zenith
Zénith 86 est un album live de Kassav' enregistré en 1986 au Zénith de Paris.

## Pistes
1. Intro
2. Chiré
3. Rété
4. An mouvman
5. Sew mwin inmé
6. Mové jou
7. Tim tim bwa sèk
8. Mwen malad aw
9. Bel kréati
10. Ayé
11. Medley
12. Ola ou yé
13. Pa bizwen palé
14. Zouk la cé sel médikaman nou ni
15. Souskay-zioum

## Musiciens
- Chant leads/Chœurs : Jocelyne Béroard, Patrick Saint-Eloi et Jean-Philippe Marthély
- Guitares/chant : Jacob Desvarieux
- Claviers/chant : Jean-Claude Naimro
- Basse : Georges Décimus
- Claviers : Douglas Mbida
- Batterie : Claude Vamur
- Percussions : César Durcin
- Saxophones : Claude Thirifays
- Trompettes : Jean-Pierre Ramirez et Freddy Hovsepian
- Trombones : Hamid Belhocine et Claude Romano
- Danse/chœurs : Catherine Laupa et Marie-Josée Gibon